# Anna Strumbu
Anna Strumbu –en griego, Άννα Στρούμπου– (29 de diciembre de 1966) es una deportista griega que compitió en halterofilia. Ganó seis medallas en el Campeonato Europeo de Halterofilia entre los años 1991 y 1998.

## Palmarés internacional
| Campeonato Europeo | Campeonato Europeo  | Campeonato Europeo | Campeonato Europeo |
| Año                | Lugar               | Medalla            | Categoría          |
| ------------------ | ------------------- | ------------------ | ------------------ |
| 1991               | Varna (Bulgaria)    | Medalla de bronce  | 52 kg              |
| 1992               | Loures (Portugal)   | Medalla de bronce  | 52 kg              |
| 1993               | Valencia (España)   | Medalla de oro     | 50 kg              |
| 1994               | Roma (Italia)       | Medalla de plata   | 50 kg              |
| 1995               | Beer Sheva (Israel) | Medalla de oro     | 50 kg              |
| 1998               | Riesa (Alemania)    | Medalla de bronce  | 53 kg              |